# Corybas piliferus
Corybas piliferus là một loài thực vật có hoa trong họ Lan. Loài này được J.Dransf. mô tả khoa học đầu tiên năm 1986.